# Piršenbreg
Piršenbreg – wieś w Słowenii, w gminie Brežice. W 2018 roku liczyła 264 mieszkańców.